# Michela Murgia

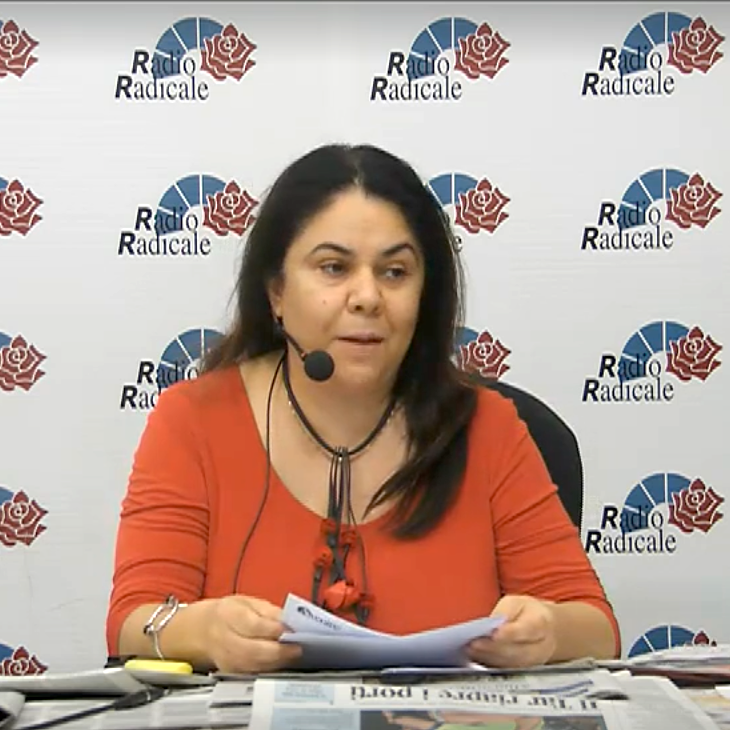
Michela Murgia (2019)

Michela Murgia (* 3. Juni 1972 in Cabras; † 10. August 2023 in Rom) war eine italienische Schriftstellerin.

## Leben und Werk
Murgia studierte Theologie und arbeitete als Religionslehrerin, Kellnerin und Hotelconcierge.
In Il mondo deve sapere, ihrem ersten, später auch verfilmten Buch, beschreibt sie nach eigenen einschlägigen Erfahrungen die prekären Arbeitsbedingungen in einem Callcenter. Es handelt von der wirtschaftlichen Ausbeutung und psychologischen Manipulation, denen Leiharbeiter ausgesetzt sind.
Im Mai 2008 veröffentlichte Murgia einen Erzählungsband (Viaggio in Sardegna. Undici percorsi nell’isola che non si vede) über die wenig erforschten Orte der Insel Sardinien. Anhand von elf Begriffen, die von Stein über Klang bis zu Wasser und Weiblichkeit reichen, fächert sie darin das vielfältige mythologische Erbe der Insel auf. Michela Murgias erster Roman Accabadora wurde im Mai 2009 publiziert. Der Roman spielt auf Sardinien in den 1950er Jahren und behandelt Fragen der Sterbehilfe und Adoption. Er wurde mehrfach ausgezeichnet.
Murgia ist eine Vertreterin der sardischen literarischen nouvelle vague, auch bekannt als Neue sardische Literatur. Nach einigen Jahren in Mailand zog sie später wieder nach Sardinien.
Anfang Mai 2023 gab Murgia bekannt, an Nierenkrebs erkrankt zu sein. Wegen des fortgeschrittenen Stadiums der Erkrankung blieben ihr nur noch wenige Monate, sie hoffte aber, nicht unter einer Regierungschefin Meloni zu sterben.
Murgia heiratete Mitte Juli in articulo mortis Lorenzo Terenzi, der zum engeren Kreis ihrer „Queer-Familie“, für deren Rechte sie sich einsetzte, gehörte, wie sie ihren erweiterten Freundes- und Familienkreis selbst definierte. Murgia war bereits von 2010 bis 2014 verheiratet gewesen.
Bis zuletzt arbeitete sie an einem Buch, das sich mit den Themen Familie und Elternschaft auseinandersetzt und von ihr noch vollendet wurde.
Murgia starb am 10. August 2023 im Alter von 51 Jahren an den Folgen ihrer Krebserkrankung.

## Werke (Auswahl)
- Il mondo deve sapere. Verlag Isbn Edizioni, Mailand 2006, ISBN 88-7638-044-2.
  - Camilla im Callcenterland. Roman. Aus dem Italienischen von Julika Brandestini. Wagenbach Verlag, Berlin-Wilmersdorf 2011, ISBN 978-3-8031-2667-2.
- Viaggio in Sardegna. Undici percorsi nell’isola che non si vede. Einaudi Verlag, Turin 2008, ISBN 978-88-06-19244-0.
  - Elf Wege über eine Insel – Sardische Notizen. Aus dem Italienischen von Julika Brandestini. Wagenbach Verlag, Berlin-Wilmersdorf 2012, ISBN 978-3-8031-1283-5.
- Accabadora. Einaudi Verlag, Turin 2009, ISBN 978-88-06-19780-3.
  - Accabadora. Roman. Aus dem Italienischen von Julika Brandestini. DTV, München 2011, ISBN 978-3-423-14047-8.
- Ave Mary. E la chiesa inventò la donna. Einaudi Verlag, Turin 2011, ISBN 978-88-06-20134-0.
- mit Andrea Bajani, Paolo Nori und Giorgio Vasta: Presente. Einaudi, Turin 2012, ISBN 978-88-06-20945-2.
- L’incontro. Einaudi, Turin 2014, ISBN 978-88-06-21883-6.
  - Murmelbrüder. Roman. Aus dem Italienischen von Julika Brandestini. Wagenbach Verlag, Berlin-Wilmersdorf 2014, ISBN 978-3-8031-1305-4.
- Chirú. Einaudi, Turin 2015 ISBN 978-88-06-20633-8.
  - Chirú. Roman. Aus dem Italienischen von Julika Brandestini. Wagenbach Verlag, Berlin-Wilmersdorf 2017, ISBN 978-3-8031-3287-1.
- Istruzioni per diventare fascisti. Einaudi, 2018, ISBN 978-88-06-24060-8.
  - Faschist werden: eine Anleitung. Aus dem Italienischen von Julika Brandestini. 6. Auflage. Verlag Klaus Wagenbach, Berlin 2023, ISBN 978-3-8031-3686-2 (Erstausgabe:  2019).
- Tre ciotole: rituali per un anno di crisi. Mondadori, Mailand, 2023, ISBN 978-88-04-77489-1.
  - Drei Schalen. Aus dem Italienischen von Esther Hansen. Wagenbach, Berlin 2024, ISBN 978-3-8031-3363-2.

## Preise und Auszeichnungen
- 2010 – Premio Campiello, Super Campiello[12]
- 2010 – Premio Mondello, Super Mondello in der Kategorie Italienischer Autor[13]
- 2009 – Premio Dessì, in der Kategorie Belletristik[14]